# Felisberto Ranzini
Felisberto Ranzini  (Mântua, Itália, 1881 - São Paulo, 1976) foi um artista plástico, arquiteto, professor, pintor e desenhista brasileiro. Conhecido, entre outras obras, por ser o arquiteto responsável pelo projeto da Casa das Rosas, em São Paulo.

## Biografia
Nascido em 1881, em Mântua, Itália. Chegou ao Brasil ainda criança, em 1888. Fixou-se em São Paulo, onde viveu até seu falecimento.
Estudou no Liceu de Artes e Ofícios, sendo contemporâneo do também pintor Giovanni Oppido.
Foi professor da Escola Politécnica da Universidade de São Paulo entre 1921 e 1949, quando se aposentou. Também lecionou no Liceu de Artes e Ofícios e na Escola de Belas-Artes de São Paulo.
Como arquiteto, atuou durante vários anos no escritório de Ramos de Azevedo, tendo participado de importantes obras públicas na cidade de São Paulo no período, como a construção da Faculdade de Direito da USP e do Mercado Municipal de São Paulo.  Também foi o responsável pelo projeto da Casa das Rosas, construída para a filha e genro de Ramos de Azevedo.
A casa que construiu para si, localizada à Rua Santa Luzia, 31, no bairro da Liberdade, em São Paulo, foi tombada pelo Compresp e Condephaat, os órgãos de preservação de patrimônio público em nível municipal e estadual. Nela hoje funciona um centro cultural (Casa Ranzini) voltado à missão  de preservar, estudar e divulgar o patrimônio histórico, artístico e arquitetônico da cidade de São Paulo, estimulando a vivência, reflexão e experimentação no campo das artes e história e contribuindo para ampliar o acesso às manifestações culturais e para a formação da cidadania no contexto brasileiro.

## Estilo e técnicas
Pintou predominantemente paisagens.
As técnicas mais utilizadas são óleo e aquarela.

## Exposições Individuais
1945 Felisberto Ranzini - Óleos e Aquarelas - Galeria Itá, São Paulo.

## Exposições Coletivas
1911/1912 I Exposição de Belas-Artes - São Paulo.
1928 I Exposição de Belas-Artes Muse Italiche.
1943 IX Salão Paulista de Belas Artes -  São Paulo.

## Premiações
1943 Menção Honrosa no IX Salão Paulista de Belas Artes

## Obras
- Murano, óleo sobre cartão, 1918, 26 x 33 cm, coleção particular
- Rio Mandy - Freguesia do Ó, aquarela, 29 x 23 cm, coleção particular
- Mercado de Flores, aquarela, 22 x 33 cm
- Ponte da Casa Verde e Igreja, 1910, óleo sobre madeira, 17,5 x 27 cm
- Auto-retrato, 1952, óleo sobre tela
- Rio de Janeiro (Terras e Águas da Guanabara) - 80 aquarelas como ilustrações de livro com texto de Afrânio Peixoto.[4]